# 卡福
卡福（葡萄牙語：Cafu，1970年6月7日—），全名马科斯·埃万热利斯塔·德莫赖斯（葡萄牙語：Marcos Evangelista de Morais）出生于巴西圣保罗，是一名已退役的巴西足球运动员。他在俱乐部和国家队他主要司职右閘，也可以踢右边锋以及右中场。2004年，卡福位列球王比利所撰寫的在世的最偉大的125名球員(FIFA 100)，是巴西足球傳奇巨星之一。
他是巴西國家足球隊出場最多的紀錄保持者，也是世界杯歷史上唯一一個在三次決賽中上場的選手（巴西的桑托斯、比利、羅納度，以及德國的馬特烏斯、利特巴尔斯基等五人雖然同樣也擁有三面金/銀牌，但他們都只有在其中兩場決賽中出場）。
卡福的特点是速度快，助攻力強，同時有極充沛的體能。他长期以来都是所在球队的进攻利器。相应地，卡福的一对一防守以及回防意识都要差一些。在俱乐部，教练卡洛·安切洛蒂安排防守出色的加图索出任右中场，和卡福形成功守兼备的组合。在國家隊，1994年世界杯卡福作为替补获得了冠军，1998年世界杯卡福作为主力获得了亚军，2002年世界杯卡福作为队长获得了冠军。他和卡路士鎮守的左右兩閘被稱為是當時世界球壇最強勁的左右閘。他以142次的出场次数保持着国家队的出场记录。
卡福成名于巴西的圣保罗队，是以右邊鋒的身分出道。1991年，圣保罗队取得了巴西足球锦标赛冠军。2年后，卡福和队友们赢得了南美冠军的头衔。在1993年的丰田杯上，圣保罗让全世界见识了艺术足球的真谛，而飞翔在右路的卡福则令AC米兰的防线严重左倾。在圣保罗效力6年后，他于1994年转投西班牙萨拉戈萨。但是这次转会并不成功，他很快就回到了巴西加盟另一家豪门彭美拉斯队。
1997年卡福加盟了羅馬，他的意甲之旅也由此开始。在罗马效力期间卡福夺得了一次联赛冠军(2001年)，并代表国家队夺得一次世界杯冠军(2002年)。2003年，已经成为巴西国家队队长的卡福转投意甲豪门AC米兰，首个赛季他就获得了职业生涯的第二个意甲冠军。在2004-05賽季協助AC米蘭奪得歐洲冠軍聯賽亞軍。在2006-07賽季協助AC米蘭奪得歐洲冠軍聯賽冠軍。卡福續約一年，在2007-08賽季後和隊友沙真奴正式宣佈退役。
关于自己的职业生涯，卡福总结道：“如果上帝给我一次重来的机会，我将会选择踢前锋。如果你是一名后卫，你每时每刻都要保持警惕。因为你面对的那些前锋不允许你犯错，一旦你失误，他们会毫不留情地得分。所以，还是踢前锋轻松点。”

## 主要荣誉
- 世界杯冠军：1994，2002
- 南美超級杯冠军：1993
- 美洲國家杯冠军：1997，1999
- 丰田杯冠军：1992，1993
- 南美解放者杯冠军：1992，1993
- 巴西甲組聯賽冠军：1991
- 意大利甲組聯賽冠军：2000-01，2003-04
- 意大利超级杯冠军：2001，2004
- 欧洲足联年度最佳阵容 兩次：2004，2005
- 歐洲聯賽冠軍盃冠軍 ：2007
- 歐洲盃賽冠軍盃冠軍 ：1995
- 歐洲超級盃冠軍：2007

## 职业生涯全记录
| 赛季    | 效力球队 | 联赛           | 本土联赛 *1 | 本土联赛 *1 | 欧洲赛事 *2 | 欧洲赛事 *2 | 总数  | 总数 |
| ------- | -------- | -------------- | ----------- | ----------- | ----------- | ----------- | ----- | ---- |
| 赛季    | 效力球队 | 联赛           | 上阵        | 入球        | 上阵        | 入球        | 上阵  | 入球 |
| 1990    | 圣保罗   | 巴西甲级联赛   | 20场        | 1球         | -           | -           | 20场  | 1球  |
| 1991    | 圣保罗   | 巴西甲级联赛   | 20场        | 1球         | -           | -           | 20场  | 1球  |
| 1992    | 圣保罗   | 巴西甲级联赛   | 21场        | 1球         | -           | -           | 21场  | 1球  |
| 1993    | 圣保罗   | 巴西甲级联赛   | 18场        | 1球         | -           | -           | 18场  | 1球  |
| 1994    | 圣保罗   | 巴西甲级联赛   | 16场        | 2球         | -           | -           | 16场  | 2球  |
| 1994-95 | 萨拉戈萨 | 西班牙甲级联赛 | 16场        | 0球         | 1场         | 0球         | 17场  | 0球  |
| 1995    |          | 巴西甲级联赛   | 19场        | 0球         | -           | -           | 19场  | 0球  |
| 1996    |          | 巴西甲级联赛   | 16场        | 0球         | -           | -           | 16场  | 0球  |
| 1997    |          | 巴西甲级联赛   | -           | -           | -           | -           | -     | -    |
| 1997-98 | 罗马     | 意大利甲级联赛 | 31场        | 1球         | -           | -           | 31场  | 1球  |
| 1998-99 | 罗马     | 意大利甲级联赛 | 20场        | 1球         | 5场         | 0球         | 25场  | 1球  |
| 1999-00 | 罗马     | 意大利甲级联赛 | 28场        | 2球         | 5场         | 0球         | 33场  | 2球  |
| 2000-01 | 罗马     | 意大利甲级联赛 | 31场        | 1球         | 7场         | 0球         | 38场  | 1球  |
| 2001-02 | 罗马     | 意大利甲级联赛 | 27场        | 0球         | 10场        | 2球         | 37场  | 2球  |
| 2002-03 | 罗马     | 意大利甲级联赛 | 26场        | 0球         | 12场        | 0球         | 38场  | 0球  |
| 2003-04 | AC米兰   | 意大利甲级联赛 | 28场        | 1球         | 9场         | 0球         | 37场  | 1球  |
| 2004-05 | AC米兰   | 意大利甲级联赛 | 33场        | 1球         | 12场        | 1球         | 45场  | 2球  |
| 累计    | 累计     | 累计           | 370场       | 13球        | 61场        | 3球         | 431场 | 16球 |

*1：并未包括意大利足协杯以及意大利超级杯的比赛
*2：并未包括欧洲超级杯的比赛